# Tommy Morrison
Tommy Morrison (Gravette, 2 de janeiro de 1969 — Nebraska, 1 de setembro de 2013) foi um pugilista estadunidense.
Morrison tornou-se campeão mundial dos pesos pesados da OMB em 7 de junho de 1993. O título estava vago e venceu por pontos a luta contra George Foreman. Perderia o título apenas quatro meses depois, em 29 e outubro, para Michael Bentt.
Um exame de sangue antes de uma luta em 1996 mostrou que Morrison era portador do vírus HIV. Sua licença para lutar foi suspensa e, em declaração, Morrison deveu o ocorrido a seu estilo de vida promíscuo e sem regras.
Morreu em 1 de setembro de 2013 em Nevada.
Morrison participou do filme Rocky V no personagem do lutador Tommy Gunn.